# لوییس ریورا (ژیمناست)
لوییس ریورا (ژیمناست) (به انگلیسی: Luis Rivera (gymnast)) ژیمناست زادهٔ ۴ سپتامبر ۱۹۸۶ میلادی اهل کشور پورتوریکو است.